# Wiegenlied (1930)
Wiegenlied (Originaltitel: Sarah and Son) ist ein US-amerikanisches Filmdrama aus dem Jahr 1930. Das Drehbuch basiert auf dem gleichnamigen Roman von Timothy Shea.

## Handlung
Die Sängerin Sarah Storm heiratet Jim Gray, mit dem sie zusammen auftritt. Doch die Vorstellungen sind nicht von Erfolg gekrönt. Jim fragt bei dem wohlhabenden John Ashmore um einen Kredit nach, wird aber abgewiesen. Sarahs Vorwürfe erzürnen Jim derart, dass er mit dem Baby verschwindet. Sarah freundet sich mit dem Sänger Cyril an, mit dem sie neue Auftritte plant.
Sarah tritt in Hospitälern auf, um aus dem Krieg zurückgekehrte verwundete Soldaten zu unterhalten. Bei einem der Auftritte entdeckt sie den schwer verletzten Jim. Bevor er stirbt, flüstert er ihr den Namen Ashmore zu. Mit der Hilfe des in sie verliebten Anwalts Howard Vanning findet Sarah die Ashmores. Das Paar hat einen 11 Jahre alten Sohn, Bobby. Sie weisen jedoch Sarahs Behauptungen, Bobby sei ihr Sohn, zurück. Howard kann Sarah überzeugen, in Europa eine Gesangsausbildung zu machen. Als sie als Opernsängerin zurückkehrt und endlich Erfolg hat, will sie Bobby sehen. Die Ashmores reagieren nicht auf Sarahs Bitten. Bobby reißt aus und sucht Howard auf. Die Ashmores kommen zu Howard und wollen Bobby wiederhaben. Sarah erkennt, dass Bobby wirklich ihr Sohn ist. Mit ihrem Sohn macht sie einen Ausflug mit dem Motorboot. Es kommt zu einem Unfall, bei dem Howard beide retten kann. Die drei beschließen zusammen zu bleiben.

## Kritik
Mordaunt Hall von der New York Times bezeichnete den Film als intelligent inszenierte Geschichte mit einer famosen Hauptdarstellerin.

## Auszeichnungen
Bei der Oscarverleihung im November 1930 wurde Ruth Chatterton für den Oscar in der Kategorie Beste Hauptdarstellerin nominiert.

## Hintergrund
Die Uraufführung fand am 14. März 1930 statt.
Der Film ist einer von über 700 Produktionen der Paramount Pictures, die zwischen 1929 und 1949 gedreht wurden, und deren Fernsehrechte 1958 an Universal Pictures verkauft wurden.